# As You Said
«As You Said» es una canción de la banda británica Cream, escrita por Jack Bruce y Pete Brown, musical y líricamente respectivamente, juntando un estilo de pop barroco con pop psicodélico, como lo harían con otras canciones, tales como su sencillo Anyone For Tennis y su canción del mismo álbum, Deserted Cities of the Heart, que contiene ciertos elementos de ese subgénero musical.
Este tema fue lanzado en el álbum Wheels of Fire, como la cuarta canción, a la vez la última del primer lado del primer disco (de estudio), y se caracteriza por ser la única canción de Cream grabada por solo dos personas.

## Grabación
La grabación de la canción se remonta a 1968, en las sesiones de su ya mencionado álbum, Wheels of Fire, en los Atlantic Studios, del 13 al 22 de febrero,y los 12 y 13 de junio, los mismos días en los cuales se grabaron Passing the Time, Politician y Deserted Cities of the Heart.
Esta canción solo tiene a Jack Bruce y a Ginger Baker, ya que se requirieron considerablemente pocos instrumentos, en comparación a otras canciones de la banda. Bruce, además de proporcionar la voz, tocó el bajo eléctrico, la guitarra acústica y el violonchelo, mientras que Baker solo tocó el hi hat.